# Vaccin pneumococic
Vaccinul pneumococic reprezintă un vaccin folosit pentru imunizare împotriva diferitelor tulpini de Streptococcus pneumoniae. Utilizarea acestora poate preveni anumite cazuri de pneumonie, meningită și sepsis. Există două tipuri de vaccinuri pneumococice: vaccinuri conjugate⁠(en)[traduceți] și vaccinuri polizaharidice⁠(en)[traduceți]. Acestea sunt administrate fie prin injecție intramusculară, fie prin injecție subcutanată.
Organizația Mondială a Sănătății recomandă utilizarea vaccinurilor conjugate în rutina de imunizare a copiilor. Acestea se administrează inclusiv celor cu HIV/SIDA. Se recomandă administrarea a trei sau patru doze, ce prezintă o rată de eficiență a prevenirii bolii severe între 71 și 93%. Vaccinurile polizaharidice, deși eficiente la adulții sănătoși, nu sunt eficiente la copiii de sub doi ani sau în cazul acelora cu un sistem imunitar slăbit.
În general, vaccinurile pneumococice sunt sigure. În cazul celor conjugate, la aproximativ 10% dintre bebeluși apare o senzație de durere și roșeață la locul administrării, febră sau tulburări de somn. De asemenea, poate apărea și febră. Cazurile de alergii severe sunt foarte rare.
Vaccinurile pneumococice asigură protecție exclusiv împotriva serotipurilor de S. pneumoniae incluse în vaccin, nu și împotriva altor serotipuri de pneumococ și nici împotriva altor microorganisme care determină boli invazive, de exemplu Haemophilus influenzae sau Neisseria meningitidis (meningococul). Împotriva acestor germeni există alte vaccinuri specifice.

## Streptococus pneumoniae

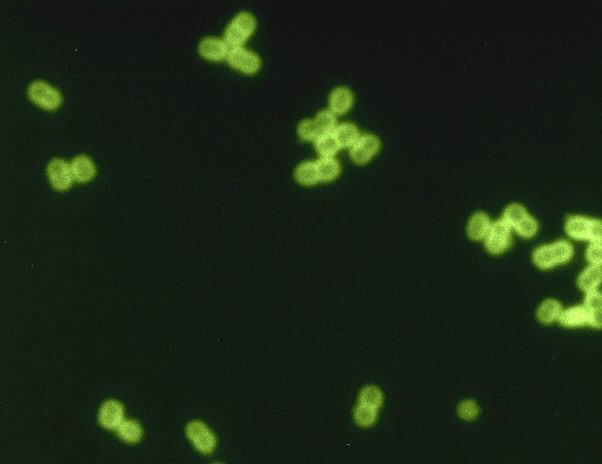
Pneumococi prezenţi în lichidul cerebrospinal, într-un caz de meningită pneumococică

Pneumococul este o bacterie comensală, care colonizează în mod normal tractul respirator superior, dar și tractul intestinal și mucoasele uro-genitale. Procentajul de purtători oro-faringieni sănătoși în populație este estimat la 30-70%. Bacteria este condiționat patogenă, putând provoca îmbolnăviri în anumite condiții. Este unul din principalii agenți patogeni infecțioși la vârsta copilăriei, precum și la persoanele vârstnice și/sau care au boli cronice sau trăiesc în condiții speciale.
Pneumococul poate provoca următoarele tipuri de îmbolnăviri:
infecții de vecinătate, prin răspândire în regiunile anatomice învecinate căilor respiratorii superioare: sinuzite, otită medie, otomastoidite.
infecții invazive, prin diseminare sanguină (bacteriemie), cu constituirea de focare infecțioase la distanță: septicemie și meningită, care pot duce la deces, dar și endocardită, pericardită, artrite septice etc.
pneumonie și alte infecții ale tractului respirator inferior, prin ambele mecanisme descrise anterior.

## Istoricul vaccinurilor pneumococice
Primul vaccin pneumococic a fost dezvoltat în anii 1980. și se află pe lista medicamentelor esențiale a Organizației Mondiale a Sănătății, cea mai importantă medicație necesară într-un sistem de sănătate de bază.

### Etapa vaccinurilor corpusculare
Identificarea ca specie a pneumococului (în 1881) și demonstrarea ulterioară a rolului său în producerea pneumoniei au determinat demararea cercetărilor pentru producerea unui vaccin. Spre sfârșitul secolului 19 experimentele efectuate pe animale au arătat că vaccinarea iepurilor cu pneumococi întregi omorâți îi protejează pe aceștia împotriva infecțiilor ulterioare cu pneumococi vii. S-a descoperit că și serul provenit de la iepurii imunizați sau de la oamenii care se vindecaseră de pneumonie pneumococică oferea protecție împotriva infecției pneumococice.
La începutul secolului 20 au fost experimentate la om vaccinuri celulare ce conțineau pneumococi inactivați prin mijloace fizice sau chimice (căldură sau formol). Imunizarea s-a dovedit eficientă. Experimentele s-au efectuat pe minerii din Africa de Sud, care trăiau practic într-un regim de sclavie, în condiții mizere și muncind până la istovire. Randamentul exploatărilor miniere de metale și diamante era afectat de mortalitatea mare în rândul minerilor, inclusiv prin pneumonie. Noul vaccin experimental servea interesele proprietarilor de mine. Aceștia, sperând într-o creștere a randamentului care nu presupunea investiții în îmbunătățirea condițiilor de trai, le-au impus minerilor vaccinarea.
Studiile ulterioare au arătat că factorul care conferă pneumococului rezistență la fagocitoză este capsula acestuia. În 1900 s-a descoperit că există mai multe serotipuri de pneumococi și că vaccinarea cu un anumit serotip nu protejează împotriva infecției cu alte serotipuri. De atunci au fost descoperite peste 90 de serotipuri, fiecare cu un polizaharid capsular diferit, care poate fi identificat prin reacția Quellung. Există două sisteme de numerotare a serotipurilor: sistemul american, care le numerotează în ordinea în care au fost descoperite, și sistemul danez, care le grupează în funcție de particularitățile antigenice.

### Etapa vaccinurilor polizaharidice
În 1920 s-a demonstrat că un anticorp specific față de polizaharidul capsular ajuta la omorârea pneumococului. În 1936 s-a utilizat un vaccin polizaharidic capsular pentru eradicarea unei epidemii de pneumonie pneumococică. Al Doilea Război Mondial a trezit interesul militar față de producerea unor vaccinuri pneumococice eficiente, care să prevină îmbolnăvirea soldaților și reducerea efectivelor combatante ca urmare a mortalității ridicate prin pneumonie. Vaccinurile pneumococice polizaharidice, utile pentru imunizarea adulților din armată, au început să fie produse în cantități semnificative în Statele Unite în 1940. 
După război, în a doua jumătate a anilor '40, interesul față de dezvoltarea unor vaccinuri pneumococice a înregistrat o scădere, odată cu introducerea pe scară largă în terapeutică a antibioticelor, în particular a penicilinei, care s-a dovedit un tratament curativ eficient împotriva infecțiilor pneumococice. Pneumococul, la fel ca și alte microorganisme, a dezvoltat însă în timp modificări adaptative la nivelul unor structuri enzimatice, ducând la apariția de tulpini microbiene rezistente atât față de penicilină, cât și față de alte antibiotice (macrolide, cefalosporine, tetracicline, rifampicină, cotrimoxazol, cloramfenicol etc.). După 1967, răspândirea tulpinilor de pneumococ rezistente la antibiotice a redeșteptat interesul pentru descoperirea unor vaccinuri pneumococice cât mai eficiente.
S-a descoperit că majoritatea infecțiilor pneumococice ale omului sunt provocate de câteva serotipuri mai virulente de pneumococi. De aceea se poate conferi o protecție rezonabilă împotriva bolii pneumococice prin imunizare împotriva unui număr restrâns de serotipuri, dintre cele 90 existente. Primul vaccin polizaharidic capsular fracționat, care acoperea 14 serotipuri de pneumococ, a intrat în uz în anul 1977, fiind urmat în scurt timp (1979) de introducerea vaccinurilor 23-valente, a căror utilizare s-a extins după 1983. Prin numărul suficient de mare de serotipuri cuprinse în vaccinurile 23-valente, acestea ofereau o bună acoperire vaccinală, față de variabilitatea distribuției geografice a serotipurilor mai virulente. Ele se folosesc și astăzi pentru imunizarea activă anti-pneumococică la grupele de vârstă peste 2 ani. Dar aceste vaccinuri polizaharidice nu induc memorie imunologică de durată, stimulează foarte puțin imunitatea la nivelul mucoaselor și sunt neimunogene la grupa de vârstă sub 2 ani, grupă cu risc major de infecții pneumococice invazive.

### Etapa vaccinurilor conjugate
Cercetările de la sfârșitul secolului 20 au demonstrat că, prin conjugarea cu proteine a polizaharidelor capsulare, se poate extinde capacitatea imunogenă a vaccinurilor pneumococice inclusiv la grupa de vârstă sub 2 ani. 
În anul 2000 a intrat în uz un vaccin polizaharidic conjugat de primă generație, heptavalent, destinat imunizării sugarilor și copiilor mici, până la vârsta de 5 ani.
În anul 2009 a întrat pe piață un vaccin polizaharidic conjugat din a doua generație, decavalent, destinat imunizării sugarilor și copiilor mici, până la vârsta de 2 ani.
Sigure și imunogene, vaccinurile conjugate prezintă însă dezavantajul unui număr mai mic de serotipuri acoperite de vaccin (șapte la vaccinul de primă generație, respectiv zece la vaccinul din generația a doua). Acest număr le oferă o acțiune protectoare parțială față de boala pneumococică invazivă în general. Se estimează că vaccinul heptavalent oferă o acoperire vaccinală de peste 50% față de serotipurile invazive la nivel mondial și de cel puțin două treimi față de serotipurile generatoare de boli pneumococice în general.
Vaccinul decavalent se estimează că acoperă cel puțin două treimi din serotipurile invazive la copiii cu vârsta sub 5 ani, în toate țările în care s-au efectuat studii, și peste 80% din serotipurile circulante în Europa de Vest.

### Perspective în mileniul 3
Cercetările actuale vizează producerea unor vaccinuri celulare (cu pneumococi omorâți, neîncapsulați), pentru administrare nazală. Se crede că aceasta ar îmbunătăți eficacitatea vaccinurilor și ar limita, de asemenea, numărul de injecții necesar pentru imunizare. Alte direcții de cercetare vizează dezvoltarea unor tipuri de vaccinuri pneumococice fracționate axate pe componente microbiene proteice, cum ar fi antigenul proteic comun. Continuă de asemenea cercetările în domeniul vaccinurilor conjugate plurivalente, vizând includerea a cât mai multor serotipuri într-un singur vaccin (sunt în curs de omologare vaccinuri conjugate 13-valente).

## Grupe de risc cu indicație pentru vaccinare
Grupele de risc înclud persoane cu risc ridicat de boală pneumococică invazivă, care poate duce la deces.

#### Persoane imunocompetente
Vaccinarea acestora este indicată în următoarele situații:

 - vârste extreme: copii mici și persoane de peste 65 de ani

 - fumători

 - boli cardiovasculare cronice, boli pulmonare cronice sau diabet zaharat

 - bolnavi cu alcoolism, boli hepatice cronice sau pierderi de LCR

 - persoane care trăiesc în medii sociale defavorizate, în condiții de igienă precară

 - persoane care trăiesc în condiții de mediu speciale (persoane instituționalizate, în colectivități aglomerate)

 - persoane cu asplenie anatomică sau funcțională

 - persoane care au primit sau urmează să primească un implant cohlear

#### Persoane imunocompromise
- persoane cu infecție HIV

 - bolnavi cu leucemie, limfom, boală Hodgkin, mielom multiplu, malignități generalizate

 - bolnavi cu insuficiență renală cronică, sindrom nefrotic, chimioterapie imunosupresivă, transplant de măduvă sau organe.

## Vaccinuri pneumococice conjugate

### Generalități
Sunt vaccinuri fracționate care conțin antigene pneumococice polizaharidice conjugate cu anatoxine. Aceste anatoxine au rolul de a a mări răspunsul imun față de antigenele neproteice din vaccinurile fracționate, care conțin doar anumite componente microbiene. Fracțiunile din învelișul polizaharidic extern al pneumococului sunt prea puțin imunogene. Legând aceste fracțiuni de anatoxine proteice, sistemul imunitar este determinat să recunoască polizaharidul ca și cum ar fi un antigen proteic. Acest fapt le conferă acestor vaccinuri imunogenicitate la sugari și copiii mici, începând de la vârsta de 2 luni.

### Preparate comerciale
În România sunt disponibile trei vaccinuri pneumococice conjugate, Prevenar (Wyeth), heptavalent, care conține 7 antigene pneumococice polizaharidice (de la serotipurile 4, 6B, 9V, 14, 18C, 19F și 23F), conjugate fiecare cu CRM197 (o anatoxină difterică); Synflorix, decavalent, care conține 10 tipuri antigene pneumococice polizaharidice (de la serotipurile 1, 4, 5, 6B, 7F, 9V, 14, 18C, 19F și 23F ), fiecare polizaharid fiind conjugat cu un tip de proteină purtătoare (proteina D a H. influenzae non-tipabil, anatoxină tetanică sau anatoxină difterică) și, din octombrie 2010, Prevenar 13 (Pfizer), 13-valent, care conține 13 tipuri de antigene pneumococice polizaharidice (de la serotipurile 1, 3, 4, 5, 6A, 6B, 7F, 9V, 14, 18C, 19A, 19F și 23F), conjugate cu CRM 197 și adsorbite pe fosfat de aluminiu (0,125 mg aluminiu).

### Indicații
Au indicație pentru  vaccinarea antipneumococică la sugar și copilul mic (între 2 luni-5 ani, pentru Prevenar, și 2 luni-2 ani, pentru Synflorix). Ideal este ca vaccinarea să se înceapă la vârsta de 2 luni. În acest caz primovaccinarea cu 3 doze are o eficacitate de peste 95% împotriva bolilor pneumococice invazive cauzate de tulpinile de pneumococ acoperite de vaccin.

### Doze și scheme de administrare
Până la vârsta de 2 ani, schemele de vaccinare ale vaccinurilor heptavalent, decavalent și 13-valent se suprapun. Numărul de doze ce trebuie administrate depinde de vârsta la care se inițiază vaccinarea, astfel:

 - La sugarul sub 6 luni primovaccinarea se efectuează cu 3 doze de vaccin, care se poate administra începând de la vârsta de 2 luni, cu intervale de minim 1 lună între doze. Se recomandă o doză de rapel în al 2-lea an de viață (între 12-15 luni).

 - La sugarii între 6-11 luni primovaccinarea se efectuează cu 2 doze de vaccin administrate la un interval de minim 1 lună între ele. Se recomandă o doză de rapel în al 2-lea an de viață( între 12-15 luni).

 - La copii de 12-23 de luni primovaccinarea se efectuează cu 2 doze la un interval de cel puțin 2 luni între ele. Nu a fost stabilită necesitatea unui rapel.

 - Prevenar 13 se poate administra la copiii între 2-17 ani și la adult, la aceste grupe de vârsta fiind necesară o singură doză de vaccin pentru a asigura imunizarea.
La copiii din categoria de vârstă 2-5 ani, nevaccinați anterior, se poate iniția vaccinarea pneumococică cu vaccinul conjugat heptavalent (Prevenar) sau 13-valent (Prevenar 13), fiind necesară o singură doză. Vaccinul conjugat decavalent (Synflorix) nu este indicat pentru utilizare peste vârsta de 5 ani. 
Administrarea vaccinului pneumococic conjugat nu înlocuiește utilizarea vaccinurilor pneumococice polizaharidice 23-valente la copiii cu vârste de 24 de luni sau mai mari, din grupele de risc față de boala pneumococică invazivă. Copiilor din grupele de risc, cu vârste de 24 de luni sau mai mari, care au fost imunizați anterior cu vaccin conjugat heptavalent sau decavalent, trebuie să li se administreze ulterior vaccin pneumococic polizaharidic 23-valent, în scopul de a extinde imunitatea acestora față de mai multe serotipuri de pneumococ. Intervalul minim dintre administrarea vaccinului pneumococic conjugat heptavalent și administrarea vaccinului pneumococic polizaharidic 23-valent este de 8 săptămâni.
Nu sunt disponibile studii despre administrarea vaccinurilor pneumococice conjugate la adulți.

## Vaccinuri pneumococice neconjugate

### Generalități
Sunt vaccinuri fracționate care conțin antigene pneumococice polizaharidice. Nu sunt imunogene la sugar și copilul mic. Sunt indicate pentru vaccinarea antipneumococică la copii peste 2 ani și la adulții din categoriile de risc. Gradul de eficacitate al vaccinului neconjugat variază între 21-81% (la adult), fiind cel mai scăzut la subiecții imunodepresivi. La copiii cu vârsta între 2 și 5 ani eficacitatea vaccinului neconjugat este de aproximativ 63%. Unele țări, din rațiuni economice (reducerea complicațiilor, internărilor și deceselor prin pneumoniile determinate de gripă), administrează concomitent cu vaccinul gripal și vaccin pneumococic, la persoanele cu risc crescut.

### Preparate comerciale
Există mai multe produse comerciale de vaccinuri 23-valente neconjugate: Pneumo 23 (Aventis Pasteur), Pneumovax 23 (Merck Frosst), Pnu-Immune 23 (Wyeth Ayerst). Aceste trei produse comerciale sunt similare ca eficiență și profil de siguranță. Sunt echivalente și din punct de vedere al conținutului antigenic: fiecare conține componente polizaharidice capsulare din aceleași 23 de serotipuri de S. pneumoniae: 1, 2, 3, 4, 5, 6B, 7F, 8, 9N, 9V, 10A, 11A, 12F, 14, 15B, 17F, 18C, 19A, 19F, 20, 22F, 23F și 33F (conform nomenclaturii daneze). Ceea ce diferă sunt excipienții: soluțiile tampon și conservanții.
În România este disponibil produsul comercial Pneumo 23.

### Doze și scheme de administrare
Vaccinarea inițială se efectuează începând de la vârsta de 2 ani, la categoriile de risc, cu o doză unică de vaccin, inclusiv la cei vaccinați anterior cu vaccin conjugat. Este eficace pentru o perioadă de 4-5 ani. Pentru asigurarea imunității pe termen lung este necesară administrarea unor doze de rapel la intervale de 5 ani.